# شونجی ناکادومه
شونجی ناکادومه (انگلیسی: Shunji Nakadome؛ زادهٔ ۱۷ اوت ۱۹۶۴) کشتی‌گیر اهل ژاپن بود.